# 커미셔너 (일본 프로 야구)
이 문서는 일본 프로 야구에서 일본 야구 기구 / 일본 프로페셔널 야구 조직(NPB)의 커미셔너에 관한 내용이다. NPB의 최고책임자이자 최고 권한을 지니고 있으며, 사단법인 일본 야구 기구의 회장이기도 하다.

## 개요
야구 협약에는 다음과 같이 규정돼 있다(발초한 기록).
- 제6조(임기 및 신분)
  - 커미셔너의 임기를 2년으로 하고 재임을 허용한다. 커미셔너는 본인의 의사 표시를 따르며 그 뜻에 반해 임기 중에 해임되지 아니한다.
- 제8조(직권)
  - (1)커미셔너는 일본 프로페셔널 야구 조직을 대표하며 이를 관리 통제한다.
  - (2)커미셔너가 내리는 지령, 재정, 재결 및 제재는 최종결정으로, 이 조직에 속한 모든 단체와 개인을 구속한다.
- 제9조(지령, 재정 및 재결)
  - (1)지령 : 커미셔너는 야구의 최고 이익을 확보하기 위해 이 조직에 속한 단체 혹은 개인에게 지령을 발동할 수 있다.

다시 말해 커미셔너는 지극히 강대한 권력을 지닌 자로, 그 재결은 절대적인 것이다. 이것은 전쟁이 종결되고 프로 야구가 재개됐을 당시 선수 빼돌리기 접전이 지나치게 과열되는 것을 우려한 점령군이 구단 관계자들의 논의에 따라 최고 권력을 지닌 자를 선출시켜 그 재결에 따르는 것으로 야구계의 자치를 촉구했던 것에서 발단한다.
커미셔너직이 공석인 경우는 프로 야구 실행위원회(각 구단의 구단주 또는 구단 사장 한 명으로 구성된다)가 대행기관을 설치하게 돼있다(야구 협약 제7조). 2017년 기준으로, 업무는 주 1회, 월수입 200만 엔(연수입으로 환산하면 2,400만 엔)으로 정해져 있다.

## 역대 커미셔너
1951년 현행 제도 시행 이후 역대 커미셔너는 아래와 같다. 다만 NPB의 원류(기원)에 해당되는 일본 야구 연맹에서도 쇼리키 마쓰타로 요미우리 자이언츠 구단주가 같은 직무를 맡았던 시기가 있었다.
| 대수   | 성명                | 재임 기간                 | 주요 경력                                       | 야구 전당 |
| ------ | ------------------- | ------------------------- | ----------------------------------------------- | --------- |
| 초대   | 후쿠이 모리타       | 1951년 4월 ~ 1954년 4월   | 검사총장                                        |           |
| 제2대  | 이노우에 노보리     | 1956년 1월 ~ 1962년 1월   | 최고재판소 재판관                               | 1965년    |
| 제3대  | 우치무라 유시       | 1962년 5월 ~ 1965년 4월   | 도쿄 대학 의학부 교수                           |           |
| 제4대  | 미야자와 도시요시   | 1965년 8월 ~ 1971년 3월   | 도쿄 대학 법학부 교수                           |           |
| 제5대  | 오하마 노부모토     | 1971년 5월 ~ 1976년 2월   | 와세다 대학 총장                                |           |
| 제6대  | 가네코 도시         | 1976년 7월 ~ 1979년 2월   | 후지 은행 상담역                                |           |
| 제7대  | 시모다 다케소       | 1979년 4월 ~ 1985년 3월   | 주미 대사 최고재판소 재판관                     |           |
| 제8대  | 다케우치 주헤이     | 1985년 5월 ~ 1988년 6월   | 검사총장                                        |           |
| 제9대  | 요시쿠니 이치로     | 1989년 3월 ~ 1998년 3월   | 내각법제국 장관                                 | 1999년    |
| 제10대 | 가와시마 히로모리   | 1998년 3월 ~ 2004년 1월   | 경찰청 경비국장 내각관방부장관 센트럴 리그 회장 | 2006년    |
| 제11대 | 네고로 야스치카     | 2004년 2월 ~ 2007년 1월   | 도쿄 고등검찰청 검사장 공정거래위원회 위원장    |           |
| 제12대 | 가토 료조           | 2008년 7월 ~ 2013년 10월  | 주미 대사                                       |           |
| 제13대 | 구마자키 가쓰히코   | 2014년 1월 ~ 2017년 11월  | 최고검찰청 공안부장                             |           |
| 제14대 | 사이토 아쓰시       | 2017년 11월 ~ 2022년 12월 | 도쿄 증권거래소 그룹 사장                       |           |
| 제15대 | 사카키바라 사다유키 | 2022년 12월 ~             | 일본 경제 단체 연합회 회장 간사이 전력 회장     |           |

### 커미셔너 대행
| 성명              | 재임 기간                 | 주요 경력              | 기타 |
| ----------------- | ------------------------- | ---------------------- | --- |
| 네고로 야스치카   | 2007년 1월 ~ 2008년 6월   | 제11대 커미셔너        | 후임 커미셔너가 정해지지 않은 것에 따라 차기 커미셔너가 선출될 때까지 대행직을 맡음                         |
| 미야우치 요시히코 | 2013년 10월 ~ 2013년 12월 | 오릭스 버펄로스 구단주 | 2013년 10월 25일, 제12대 커미셔너였던 가토 료조가 통일구 논란에 대한 책임을 지고 사임했던 것에 따른 것이다. |

## 커미셔너의 권한
일본의 커미셔너는 미국(메이저 리그)의 커미셔너와 같이, 구단주 등 구단 경영자의 승인을 받고 취임하는 것이지만 미국의 커미셔너가 강력한 권한을 가지고 각 구단을 공평하게 다루는 시스템이 확립돼 있는데 반해, 일본의 경우는 최종결정권을 가진 구단주 회의의 입회인이라고 하는 측면이 강하다. 1978년 에가와 사건 당시 에가와 스구루와 고바야시 시게루의 맞트레이드로 매듭지은 6대째의 가네코 도시는 재정을 내리는 권한이 없었기 때문에 ‘강한 요구’라고 하는 형태로 제안하고 그 후 에가와 사건에 대한 책임을 지고 사임했다. 또한 2004년의 프로 야구 재편 문제 때에는 지도력을 비판받은 네고로 야스치카도 권한의 한계에 대해서 여러 차례 언급하고 있다.

## 개혁
2004년의 프로 야구 재편 문제를 받고서 “일본에도 메이저 리그 정도의 권한을 가지고 실제로 행사할 수 있는 커미셔너를 기대하며 바란다”라는 목소리가 높아졌다. 이에 호응하여 네고로 커미셔너 산하에 ‘프로 야구 전문가 회의’가 설치돼 커미셔너 권한이 사법적 기능에서 행정적 기능으로 이행, 센트럴·퍼시픽 양대 리그 사무국의 커미셔너 사무국에 대한 통합 등 “야구 조직의 ‘중앙집권화’, ‘책임 체제의 확립’”을 제언했다. 이것으로 인해 2009년 1월 1일자로 센트럴·퍼시픽 양대 리그 사무국을 통합하여 리그 회장직을 폐지했고 감독·코치·선수에 대한 퇴장 처분 등의 제재는 커미셔너의 이름으로 부과하게 됐다.

## 참고 문헌
- 사이토 나오타카 《프로 야구에 관련해서 살아가는 방식》(2006년 7월)

### 주해
1. ↑  당시에는 3명의 합의제인 ‘커미셔너 위원회’로서 미야자와가 위원장을 맡았다. 그 외에 가네코 도시, 기요하라 구니카즈가 커미셔너 위원이었지만 기요하라가 건강상의 사정(1967년 11월 11일 사망)으로 도중에 교체됐다. 나카마쓰 준노스케가 그 이후를 담당했다.
2. ↑  2007년 1월부터 2008년 6월까지는 ‘커미셔너 대행’을 맡았다.

### 출전
1. ↑  熊崎コミッショナー「明朗な社会に貢献へ自らも明るく」 - 스포츠 닛폰, 2014년 1월 7일
2. ↑  “「新コミッショナーに斉藤惇氏 前日本取引所グループCEO オーナー会議で選出”. 《산케이 뉴스》. 산업경제신문사. 2017년 11월 27일. 2017년 11월 27일에 확인함.
3. ↑  竹田会長代行がシリーズ開幕セレモニー参加　宮内代行は欠席 - 스포츠 닛폰, 2013년 10월 26일
4. 1 2 3  사이토 나오타카 《프로 야구에 관련해서 살아가는 방식》

## 같이 보기
- 야구 커미셔너